# 3D (canción)
«3D» es una canción del cantante surcoreano Jung Kook, de BTS, en la que participa como invitado el rapero estadounidense Jack Harlow. Fue lanzada como sencillo el 29 de septiembre de 2023. Descrita como una canción pop y R&B, fue escrita por BloodPop, David Stewart y Jack Harlow y producida por BloodPop y David Stewart. Es parte del álbum debut de Jung Kook como solista, Golden, lanzado el 3 de noviembre de 2023. El 24 de noviembre de 2023 se lanzó un remix en el que aparece como invitado el cantante estadounidense Justin Timberlake en lugar de Harlow.
La canción ingresó en las listas de más de cuarenta países, incluidos el top ten en Australia, Canadá, Corea del Sur, Grecia, Japón, Letonia, Nueva Zelanda, Perú, Arabia Saudita, Taiwán, Vietnam y los Estados Unidos. En el Reino Unido, con esta canción Jung Kook se convirtió en el primer solista de k-pop en lograr dos entradas consecutivas al top five de la lista UK Singles Chart.

## Estilo y lanzamiento
El 24 de septiembre de 2023, Big Hit Music anunció que «3D» sería el segundo sencillo de Jung Kook como solista, después de «Seven», lanzado en julio del mismo año. En el anuncio, revelaron que «El segundo sencillo en solitario de Jung Kook, '3D (feat. Jack Harlow)', es una canción de pop y R&B con ingeniosas expresiones de sentimientos hacia una persona inalcanzable desde las perspectivas de la primera, segunda y tercera dimensión. Prepárate para conocer un lado aún más maduro de Jung Kook después de 'Seven'. Jack Harlow participa en esta pista, aportando su estilo único de rap y añadiendo sabor a la canción».
El 30 de octubre de 2023, se lanzó un remix del DJ estadounidense MK como sencillo digital.

## Desempeño comercial
«3D» debutó en el quinto puesto de la lista UK Singles Chart, lo que convirtió a Jung Kook en el primer solista coreano en posicionar dos sencillos en el top five del Reino Unido; su predecesora, «Seven», había debutado en el tercer puesto unos meses antes. El único artista coreano que logró dos sencillos en el top ten del Reino Unido antes de Jung Kook fue Psy, con «Gangnam Style» (que obtuvo el primer puesto en 2012) y «Gentleman» (que llegó al puesto diez en 2013).
Jung Kook logró su segunda entrada en el top 10 de la lista Billboard Hot 100 con «3D». Asimismo, se trató de la cuarta entrada en el top 10 para Harlow. La canción debutó en el número cinco de la lista correspondiente a la semana del 14 de octubre de 2023, con 13,6 millones de reproducciones, 3,1 millones de audiencia radial y 87 000 ventas. Fue el sencillo más vendido en formato digital de la semana y la tercera entrada tanto de Jung Kook como de Harlow en la lista Digital Songs. Jung Kook es el primer integrante de BTS como solista en conseguir más de una entrada al top 10 de la lista Hot 100.
A escala global, «3D» vendió 119 000 copias y acumuló 104,3 millones de reproducciones desde el 29 de septiembre hasta el 5 de octubre de 2023. Se convirtió en la segunda canción de Jungkook en debutar en la cima de la lista Billboard Global 200 (fechada al 14 de octubre); es también el único miembro de BTS en posicionar dos canciones en el primer puesto como solista. Fuera de los Estados Unidos, el sencillo vendió 70 000 copias y acumuló 91 millones de reproducciones durante el mismo período, debutando en el primer puesto de la lista Global Excl. US. Fue la segunda entrada de Jungkook en el primer puesto de la lista, después de «Seven». Para Harlow, se trató de su primer número uno en ambas listas globales; con anterioridad, solo había logrado posicionarse en el top 10.

## Video musical
El video musical, dirigido por Drew Kirsch, muestra a Jung Kook cantando al teléfono en una cabina telefónica y luego realizando una coreografía con un grupo de bailarines. Harlow se une a él para jugar al ajedrez en un café de carretera y rapea sus versos.

## Premios
«3D» ganó tres trofeos consecutivos de primer lugar en el programa surcoreano M Countdown del 5 al 19 de octubre de 2023, y dos premios Melon Popularity en las semanas del 9 y el 16 de octubre.

## Posicionamiento en listas
- Sencillo en CD, descarga digital y streaming

1. "3D" (Explicit) – 3:21
2. "3D" (Instrumental) – 3:19
3. "3D" (Alternate version) – 2:42

- The Remixes digital EP

1. "3D" (Explicit) – 3:21
2. "3D" (Instrumental) – 3:19
3. "3D" (Alternate version) – 2:42
4. "3D" (A. G. Cook Remix) – 3:08
5. "3D" (Clean version) – 3:22
6. "3D" (Sped up) – 2:48
7. "3D" (Slowed down) – 3:56

- MK Remix – sencillo digital

1. "3D" (Explicit MK Remix) – 3:06

- Justin Timberlake Remix – sencillo digital

1. "3D" (Justin Timberlake Remix) – 2:40

## Listas

### Listas semanales
| Lista (2023-2024)                      | Mejor posición |
| -------------------------------------- | -------------- |
| Alemania (Offizielle Deutsche Charts)  | 48             |
| Argentina (Argentina Hot 100)          | 79             |
| Australia (ARIA)                       | 7              |
| Austria (Ö3 Austria Top 40)            | 32             |
| Bolivia (Billboard)                    | 14             |
| Brasil (Brasil Hot 100)                | 39             |
| Canadá (Canadian Hot 100)              | 10             |
| Ecuador (Billboard)                    | 19             |
| Egipto (IFPI)                          | 20             |
| Francia (SNEP)                         | 49             |
| Global 200 (Billboard)                 | 1              |
| Grecia (IFPI)                          | 8              |
| Hong Kong (Billboard)                  | 1              |
| Hungría (Single Top 40)                | 40             |
| India (Billboard)                      | 16             |
| India International Singles (IMI)      | 1              |
| Indonesia (Billboard)                  | 1              |
| Irlanda (IRMA)                         | 15             |
| Italia (FIMI)                          | 82             |
| Japón (Japan Hot 100)                  | 7              |
| Japan Combined Singles (Oricon)        | 8              |
| Letonia (LAIPA)                        | 7              |
| Latvia Airplay (LAIPA)                 | 9              |
| Lituania (AGATA)                       | 11             |
| Luxemburgo (Billboard)                 | 17             |
| Malasia (Billboard)                    | 1              |
| Malaysia International (RIM)           | 1              |
| Medio Oriente y Norte de África (IFPI) | 1              |
| Países Bajos (Mega Single Top 100)     | 54             |
| Nueva Zelanda (Recorded Music NZ)      | 9              |
| Nigeria (TurnTable Top 100)            | 64             |
| Norte de África (IFPI)                 | 1              |
| Perú (Billboard)                       | 6              |
| Filipinas (Billboard)                  | 1              |
| Polonia (Polish Streaming Top 100)     | 61             |
| Portugal (AFP)                         | 28             |
| Rumania (Billboard)                    | 20             |
| Rusia (Tophit)                         | 5              |
| Arabia Saudita (IFPI)                  | 3              |
| Singapur (RIAS)                        | 1              |
| Eslovaquia (Singles Digitál Top 100)   | 70             |
| Sudáfrica (Billboard)                  | 24             |
| Corea del Sur (Circle)                 | 8              |
| South Korea Songs (Billboard)          | 3              |
| Suecia (Sverigetopplistan)             | 80             |
| Suiza (Schweizer Hitparade)            | 25             |
| Taiwán (Billboard)                     | 2              |
| Emiratos Árabes Unidos (IFPI)          | 1              |
| Reino Unido (UK Singles Chart)         | 5              |
| Estados Unidos (Billboard Hot 100)     | 5              |
| Estados Unidos (Mainstream Top 40)     | 21             |
| Vietnam (Vietnam Hot 100)              | 2              |

### Listas mensuales
| Lista (2023-2024)       | Posición |
| ----------------------- | -------- |
| Corea del Sur (Circle)  | 21       |
| Russia Airplay (TopHit) | 7        |

## Lanzamiento
| Región         | Fecha                    | Formatos         | Versión                    | Discográfica | Ref.          |
| -------------- | ------------------------ | ---------------- | -------------------------- | ------------ | ------------- |
| Reino Unido    | 29 de septiembre de 2023 | Sencillo en CD   | Alternate                  | Big Hit      | [ 64 ]        |
| Estados Unidos | 29 de septiembre de 2023 | Sencillo en CD   | Original                   | Big Hit      | [ 65 ] [ 66 ] |
| Varios         | 29 de septiembre de 2023 | Descarga digital | Original                   | Big Hit      | [ 67 ]        |
| Varios         | 2 de octubre de 2023     | Descarga digital | EP Remixes                 | Big Hit      | [ 68 ]        |
| Varios         | 30 de octubre de 2023    | Descarga digital | Remix de MK                | Big Hit      | [ 69 ]        |
| Italia         | 9 de noviembre de 2023   | Airplay          | Alternativa                | Big Hit      | [ 70 ]        |
| Varios         | 14 de noviembre de 2023  | Descarga digital | Remix de Justin Timberlake | Big Hit      | [ 71 ]        |